# Das Wunder der Madonna
Das Wunder der Madonna ist ein deutscher Spielfilm aus dem Jahr 1916.

## Handlung
Ein junger Bildhauer lernt Norina, eine Schönheit, kennen und lieben. Sie wird seine Muse. Für den Auftrag von einem Fürsten, eine Muttergottesstatue für eine neue Kapelle zu erschaffen, nimmt er sie als Vorbild. Der Bildhauer ist von seinem Werk so fasziniert, dass er vor diesem kniet und anfängt zu beten. Norina, der das gar nicht behagt, schmeißt die Statue daraufhin vor lauter Eifersucht in den nahegelegenen Fluss. Die Kapelle soll eingeweiht werden, jedoch tauchen weder Bildhauer noch Statue rechtzeitig auf. Nachdem der Bildhauer jedoch verspätet ankommt, erwacht die Statue zum Leben, taucht aus dem Fluss auf und begibt sich in die Kapelle zu dem für sie vorgesehenen Platz. Vor ihr stehend sinkt der Bildhauer tot zu Boden.

## Hintergrund
Produktionsfirma war die Deutsche Bioscop GmbH Berlin (Nr. 1581). Die Bauten erschuf Robert A. Dietrich. Er hatte eine Länge von vier Akten auf 1.361 Metern, ca. 74 Minuten. Die Polizei Berlin erteilte dem Film im Februar 1916 ein Jugendverbot (Nr. 38902), die Polizei Düsseldorf verbot ihn am 1. März 1916 (Nr. 136). Die Dreharbeiten fanden bereits 1915 statt, die Uraufführung war aber erst im Mai 1916 im Mozartsaal Berlin.